# Хулио Кинтана
Хулио Гилберто Кинтана Калмет  Архивирано на веб-сајту  (5. мај 2018) (13. јул 1904 — 16. јун 1981) био је перуански фудбалски везњак који је играо за Перу на ФИФА-ином светском првенству 1930 . Играо је и за Алианцу из Лиме.